# مار آبا
آبای اول (انگلیسی: Mar Aba I یا مار آبا MĀR ABĀ؛ ۱ ژانویهٔ ۰۵۵۰ – ۵۵۲) پاتریارک کلیسای شرق/پدر سالار در مدائن از ۵۴۰ تا ۵۵۲ بود. او مراسم آنافورای تئودور انطاکیه و نسطوریوس را در کنار مراسم مذهبی کهن‌تر عبادت آدای و ماری به کلیسا معرفی کرد. اگرچه دوران تصدی او به عنوان جاثلیق / کاتولیکوس (عنوانی است که برای رهبر ارشد کلیسایی خاص به‌ویژه در شاخه‌های مسیحیت شرقی بکار می‌رود) مسیحیان منطقه را در طول جنگ‌های ایرانی و رومی و تلاش‌های حاکمان شاهنشاهی ساسانی و امپراتوری بیزانس برای مداخله در حکومت کلیسا در معرض تهدید قرار داد، دوران تصدی او را دوره تثبیت می‌دانند، و مجمعی را که در سال ۵۴۴ برگزار کرد به عنوان (با وجود حذف اسقف مرو) در اتحاد و تقویت کلیسا مؤثر بود. در سال ۵۴۴، شورای مر ابا اول احکام شورای خلقیدون را پذیرفت. گمان می‌رود که وی تعدادی از آثار مذهبی را نوشته و ترجمه کرده است.
 در اواسط قرن ششم، مار آبا رساله ای نوشت و قوانینی صادر کرد که مسیحیان را از انجام ازدواج‌های نزدیک، مانند ازدواج بین مرد و بیوه پدرش، بیوه دایی و عمویش یا خاله و عمه‌هایش منع می‌کرد. این اعمال قانونی بود و در برخی موارد توسط اخلاق زرتشتی و قوانین ساسانی تشویق می‌شد، اما از نظر مارآبا اساساً غیر مسیحی بود.
پس از مرگ او در فوریه ۵۵۲، مؤمنان تابوت او را از خانه ساده او در آن سوی دجله به صومعه مار پیتیون بردند. مار ابا در کلیسای آشوری مشرق، کلیسای باستانی مشرق و کلیسای کاتولیک کلدانی قدیس بسیار مورد احترام و تقدیس است. زندگی او او در اعمال منتخب شهدای ایرانی، و کلیساهای شرقی کوچک، دو زندگینامه قدیسان شرقی، مستند شده است. اولین حوزه علمیه کلیسای کاتولیک کلدانی در خارج از عراق در ژوئیه ۲۰۰۸ در ال کاجون، کالیفرنیا به نام حوزه علمیه مار آبای بزرگ تأسیس شد.

## اوایل زندگی
در یک خانواده زرتشتی با اصل فارسی‌زبانان به دنیا آمد. در هالا، بین‌النهرین. مار آبا پیش از اینکه به دین مسیحیت درآید، منشی استانداری بود. او در حیره تعمید یافت و در مدرسه نصیبین تحصیل کرد. سپس به ادسا در امپراتوری روم رفت و در آنجا زبان یونانی را از توماس ادسا که همسفر او شد آموخت. او سفرهای زیادی در امپراتوری روم داشت و از سرزمین مقدس، قسطنطنیه و مصر (استان رومی) بازدید کرد. او بین سال‌های ۵۲۵ تا ۵۳۳ در قسطنطنیه بود. امپراتور بیزانس ژوستینین یکم از آنجایی که او از تفسیر کتاب مقدس و تفسیرهای تئودور موپسوستیا حمایت می‌کرد، سعی کرد با او ملاقات کند تا او را متقاعد کند که آموزه‌های تئودور را محکوم کند. ژوستینیان در حال آماده شدن برای آناتمای تئودور و آثارش بود. در اسکندریه یکی از شاگردان او تاجر و نویسنده معروف کوسماس ایندیکوپلوست بود. کوسماس در توپوگرافی مسیحی خود که بین سال‌های ۵۴۸ تا ۵۵۰ نوشته شده است، به مار آبا اعتبار می‌دهد که هر آنچه می‌داند به او آموخته بوده است. او می‌گوید که در یونانی مار آبا به نام پاتریکیوس بود. مار آبا پس از بازگشت به ایران «مپاشقانا» یا معلم تفسیر کتاب مقدس در مدرسه نیسیبیس شد. یکی از شاگردانش در آنجا کوروش ادسا بود. او بعداً در مدائن، مدرسه سلوکیه-تیسفون گفته می‌شود که او تأسیس کرده است، تدریس کرد. او که به عنوان یک دانشمند بسیار مورد توجه است، با ترجمه (یا نظارت بر ترجمه) متون کلیدی، از جمله آثار تئودور و نستوریوس، از یونانی به زبان سریانی اعتبار دارد. مترجم «کتاب هراکلیدس» نستوریوس اثر خود را به مار آبا تقدیم کرد. از مار آبا به عنوان نویسنده آثار اصلی از جمله تفاسیر کتاب مقدس، موعظه‌ها و حروف سینودال نیز یاد می‌شود. اینها امروزه تنها در نقل‌قول‌هایی در آثار دیگر، به‌ویژه آثار ایشداد مرو باقی مانده‌اند. یک نکته در رویدادنامه سیرت ممکن است حاکی از آن باشد که مار آبا ترجمه عهد عتیق را به سریانی انجام داده است، اما مدرک دیگری در این مورد وجود ندارد.

## زندگی
او پدرسالار کلیسای شرق در سلوکیه تیسفون (مدائن) از ۵۴۰ تا ۵۵۲ بود. از جمله زرتشتیانی است که قرن ششم به مسیحیت گرویدند. مار آبا در دهه‌های پایانی قرن پنجم میلادی در خانواده‌ای زرتشتی به دنیا آمد و در دربار خسرو اول از مقام والایی برخوردار بود.
او از سال ۵۴۰ تا ۵۵۲ میلادی به عنوان جاثلیق (رهبر) برای کلیسای شرق خدمت کرد. منابع اصلی در مورد او - شرح زندگی‌نامه (پیترز، ۱۹۵۱) و مجموعه ای از قوانین او (براون، ۱۹۰۰، صفحات ۱۳۸–۴۵) - به ما می‌گویند که آبای اول به عنوان رهبر توانست کلیسای خود را دوباره سازماندهی کند. یا در دسامبر ۵۴۳ یا ژانویه ۵۴۴) از طریق برقراری مجدد تجرد برای روحانیون و اجتناب از ازدواج نزدیکان؛ او در سال ۵۵۲ پس از سال‌ها آزار و اذیت روحانیون زرتشتی درگذشت.
تنش‌های میان مار آبا و روحانیون زرتشتی برخاسته از بحث‌های خام و بدون هیچ مبنای الهیاتی علیه دین زرتشتی نبود، زیرا مار آبا به خوبی از آموزه‌های زرتشتی آگاه بود. به عنوان یک زرتشتی سابق، گرویدن او به مسیحیت یکی از جنبه‌های اختلاف با موبدان زرتشتی بود، همچنین موفقیت او در جلب زرتشتیان به کلیسای شرق، که بیشتر به مداخله او در دعاوی از طرف مسیحیان، به ویژه در قانون ازدواج منجر شد؛ بنابراین، گرویدن به مسیحیت نه تنها به معنای تغییر مذهبی بود، بلکه پیامدهایی برای روابط اجتماعی درون امپراتوری ساسانی نیز داشت. مار آبا با وجود اینکه زرتشتی تربیت شده بود، با «لباس ایرانی» یا اقتباس از آداب و رسوم ایرانیان برای نزدیک کردن جامعه مسیحی به فرهنگ ایرانی، موافق مسیحیت نبود. برای مثال، او نسبت به همتایان مسیحی‌اش که حتی پس از گرویدن از دین زرتشتی، همچنان نسبت به اعمال زرتشتی مانند «واز گرفتن» یا «ازدواج خویشاوندی» ابراز همدردی می‌کردند، انتقاد می‌کرد.

## پدرسالار

### ۵۴۴ سینود
دوره تصدی آبا به عنوان جاثلیق به دنبال یک دوره ۱۵ ساله انشعاب در کلیسا بود که طی آن مناطق دورافتاده اسقف‌های رقیب خود را انتخاب کرده بودند. آبا با بازدید از مناطق مورد مناقشه و مذاکره برای اتحاد مجدد کلیسا توانست این شکاف را حل کند. او در سال ۵۴۴ برای تصویب این قراردادها مجمعی را تشکیل داد. مجمع موافقت کرد که کلانشهرهای مناطق تحت سلوکیه- تیسفون در آینده در جلسات رسمی کلیسای شرق را انتخاب کنند. با این حال، این قرارداد در سال‌های بعد، به ویژه زمانی که فرمانروای ایرانی خسرو انوشیروان بر انتخاب یوسف، جانشین ابا به عنوان جاثلیق تأثیر گذاشت، به‌طور قابل ملاحظه‌ای برهم خورد. اعمال مجمع همچنین مستند به «ارتدوکس ایمان» است که توسط خود ابا نوشته شده است. برخی از نسخه‌های آن حاکی از خصلت ایرانی خاص کلیسا در شرق است.
از جمله مجموعه‌ای از قوانین ازدواج که ازدواج بین خویشاوندان نزدیک را ممنوع می‌کند، که ظاهراً در واکنش عمدی به عملکرد زرتشتیان تنظیم شده است. در سال ۵۴۹، ابا یک اسقف نشین برای هپتالیان تأسیس کرد.

### تنش بین امپراتوری‌ها
تنش بین امپراتوری ایران و بیزانس در زمان حیات مار آبا بالا گرفت و پس از وقوع جنگ لازستان در سال ۵۴۱، آزار مسیحیان در ایران بیشتر شد. دشمنی زرتشتیان با ابا به عنوان ارتداد خسرو را تحت فشار قرار دادند تا علیه او اقدام کند و به مجازات تبلیغ دینی مسیحی در میان زرتشتیان، ابا در حصر خانگی قرار گرفت و در نهایت به آذربادگان (استان ساسانی) (آذربایجان) تبعید شد. او پس از هفت سال اجازه یافت به صحرا بازگردد و تا سال ۵۵۲ به عنوان کاتولیک به کار ادامه داد.

## مجمع مار آبا در سال ۵۴۴ میلادی
به‌طور کلی سیزده سینود (مجمع یا شورا) توسط کلیسای شرقی بین سال‌های ۴۱۰ و ۷۷۵ برگزار شد. پنجمین سینود در سال ۵۴۴ توسط مار آبا برگزار شد. مار آبا از دین زرتشتی به مسیحیت درآمده بود و، در نهایت جانشین دو رهبر رقیب کلیسا، الیشع و نرسه — در دشمنی متقابل آنها— شد:. آنها در دوره پانزده ساله منصب خود موفق شده بودند کلیسای شرق را که مرکز اصلی آن تیسفون بود را به دو پاره تقسیم کنند. وحدت ایمان و رفتار باید دوباره برقرار می‌شد و مار آبا لازم می‌دانست که پس از انتخابش در سال ۵۴۰ با همه مسیحیان حوزه قضایی خود ارتباط برقرار کند. نتیجه یک مجمع عمومی در ۵۴۴ بود.

## آثار
نوشته‌های مار آبا بر ترجمه و تفسیر کتاب مقدس متمرکز است. آثار او در مورد قدیمی عهد به ترجمه متن از یونانی به زبان سریانی توجه دارد. تفاسیر و قوانین کلیسایی و نامه‌های کلیسایی نوشت. او همچنین رساله ای در مورد موانع ازدواج و همچنین سرودها و موعظه‌ها تألیف کرد. علاوه بر این آثار، او دعای منسوب به نستوریوس را به سریانی ترجمه کرد. او تفسیرهایی بر پیدایش، مزامیر، امثال، رسالات پولس، ۳۶۱ پنج کتاب و حکمت سلیمان نوشت.

## تعیین پایه و اساس ازدواج مسیحی
مار آبا اولین قانون اساسی خانواده مسیحی در کلیسای شرق را صادر کرد. او در اولین سال‌های رهبری کلیسا، در نامه‌های متعارف خود - در کنار سایر موارد - پایه و اساس قانون ازدواج مسیحی را گذاشت و همچنین یک رساله حقوقی دربارهٔ ائتلاف‌های زناشویی ممنوع بر اساس عهد عتیق نوشت. این متن که در واکنش به قوانین ساسانی نوشته شده است، آغاز ادبیات حقوقی سریانی است و در درجه اول شرحی است بر موانع ازدواج در لاویان ۱۸ و مجازات‌های نقض این قوانین آمده است. قانون ازدواج مار آبا رد صریح تمام قوانین زرتشتی در این زمینه در دوران ساسانی است.
مهم‌ترین منبع شرق سوریه که در مورد ازدواج عمو و خواهرزاده بحث می‌کند، مربوط به کاتولیکوس مار آبا در قرن ششم میلادی است. او در سومین نامه سینودال خود می‌نویسد که «دختر برادر یا دختر خواهر برای ما در کتب مقدس توضیح داده نشده‌اند» می‌توان آن را به این ترجمه کرد که «به این معنی که کتاب مقدس هیچ اشاره‌ای به مجاز بودن یا نبودن ازدواج عمو و خواهرزاده نمی‌کند، و بنابراین خود او از قضاوت در این مورد خودداری می‌کند» : 223 

مار آبا در نامه سوم به منع زنا با محارم اشاره کرده است. او نوشته است: 
... و به دلایلی که ذکر شد، عده ای جرأت کرده‌اند با زن پدرشان، یا با زن عموشان (زن عمو)، خواهر مادرشان (خاله)، خواهر پدرشان (عمه)، یا با خواهرشان و فرزندان خواهر (خواهرزاده)، یا فرزندان برادر (برادرزاده)، یا با دختر پسرشان (نوه)، یا با دختر دخترشان (نوه)، یا با دختر دختر زنشان (نوه همسر) مانند مجوس (Mages). یا با زن برادرشان (زن‌برادرستانی) مانند یهودیان یا کافران مانند جنتیل‌ها ازدواج کنند. ...»
در مورد کسانی که نتوانستند این گناه را ترک کنند، زیرا مدت زیادی با همسران خود زندگی می‌کردند و فرزند داشتند، از آنها خواست که بخشی از ارث را به فقرا یا کلیسا بدهند. او در مورد کسانی که به راحتی می‌توانستند وضعیت گناه آلود خود را ترک کنند اما این کار را نکردند، اعلام کرد که هیچ‌کس از کلیسا در روز مرگ آنها را یاری نخواهد کرد. هیچ‌کس تابوت آنها را برای تشییع جنازه آنها حمل نمی‌کند یا آنها را دفن نمی‌کند. همچنین آنها نباید ازدواج‌های موقت انجام دهند یا صیغه داشته باشند. او این حکم را وضع کرد و برای متخلفان مجازات تعیین کرد.

## منع زن برادرستانی
برخلاف سنت یهودیان و بنا بر عقیده مسیحیت اگر زن و شوهر یک تن باشند، آنگاه خویشاوندان خونی هر یک در واقع خویشاوندان خونی دیگری هستند؛ بنابراین، از این منظر، اگر شوهر زنی فوت کند و زن بعداً با برادر خود ازدواج (زن‌برادرستانی) کند، ممکن است این وصلت یک برادر و خواهر نامشروع تلقی شود. علاوه بر اصل «وحدت جسم»، انگیزه اصلی دیگر پشت تنظیم کلیسایی ازدواج خویشاوندان، قانون روم بود. به‌طور کلی، محققان بر این باورند که مردم روم و سرزمین‌های رومی‌شده در غرب مدیترانه به سمت برون‌همسری گرایش داشتند: به نظر می‌رسد ازدواج خارج از گروه وسیع‌تر خویشاوندی یک فرد عادی بوده است. به این ترتیب، نظم حقوقی کلاسیک روم انواع ازدواج‌های خویشاوندی را ممنوع می‌کرد.

### منع ازدواج موقت
در دوره ساسانی به جز ازدواجِ پادشاه‌زنی (ازدواج دائم) سه نوع ازدواج موقت به هدف ایجاد وارث پسر برای یک یک متوفی وجود داشت. مار آبا از بسیاری از ازدواج‌های موقت بین خویشاوندان را که توسط نهاد «جایگزین واسطه‌ای» به وجود آمده بود، جلوگیری کرد. محکومیت صریح این چنین ازدواج‌هایی توسط مار آبا، نشان می‌دهد که این سبک از ازدواج در دوره او تا حدی در جوامع مسیحی ساسانی نیز جاری بوده‌اند. همچنین تأکید بر این نکته مهم است که نامه پدرسالار نه نوعی تمایل خودسرانه در میان مردم عادی نسبت به آنچه که اسقف‌ها آن را زنا با محارم می‌دانند نبود، بلکه از رویه نهاد خاص و مشخصه ایرانی «جایگزین واسطه‌ای» کردن یک وارث مرد برای شخص متوفی حکایت می‌کند. مردی که منظور مار آبا بود، مثلاً با زن عمویش پس از مرگ عمو موقتاً ازدواج می‌کرد، این کار را انجام می‌داد زیرا آن عمو بدون پسر مرده بود. از نظر مار آبا، چنین ازدواجی غیرقابل قبول و ناپاک بود، زیرا دستور کتاب مقدس را نقض می‌کرد. از سوی دیگر، در چارچوب جامعه ساسانی، این صرفاً یک گام در عمل جایگزین کردن وارث بود، راهی قانونی و پذیرفته شده برای تداوم دودمان مردی بود که به دلیل نداشتن پسر در خطر نابودی بود.
برای پیروی مسیحیان از آموزه‌های ارتدکس و شرایع رسولی و رفع آثار منفی سنت‌های زرتشتی در زندگی‌شان، مار آبا از آنها خواست که از ازدواج با نامادری‌ها، عروس‌ها و همسران عموهای خود اجتناب کنند. آنها نباید صیغه داشته باشند. او این حکم را وضع کرد و برای متخلفان مجازات تعیین کرد. به این ترتیب که هر مرد مسیحی که این قانون را زیر پا بگذارد، تحریم شده و مورد تحقیر قرار می‌گیرد و اجازه ورود به کلیسا را ندارد.

## مقایسه باقانون ژوستینین
ژوستینین، درست مانند مار آبا، برای جرائم گذشته عفو ارائه می‌دهد. از نظر ژوستینین، پیوندهای زناشویی که از قبل از این قانون منحل شده‌ بودند، کاملاً بخشیده می‌شوند اما شوهرانی که در زمان صدور این حکم - که در مارس ۵۳۵ میلادی صادر شد - خود را در پیوندی نامشروع می‌بینند، هنوز دو سال فرصت دارند تا همسران خود را طلاق دهند. به جای روزه گرفتن یا دادن صدقه، همانطور که مار آبا برای اعضای کلیسای خود مقرر کرده بود، مرد مورد نظر در قانون ژوستینین باید یک چهارم دارایی خود را از دست بدهد. در مقابل، مجازات کسانی که این کار را انجام نمی‌دهند، مصادره کل دارایی آنها و بسته به مورد، حتی مجازات بیشتر خواهد بود. : 234 